# Romanik auf Korsika

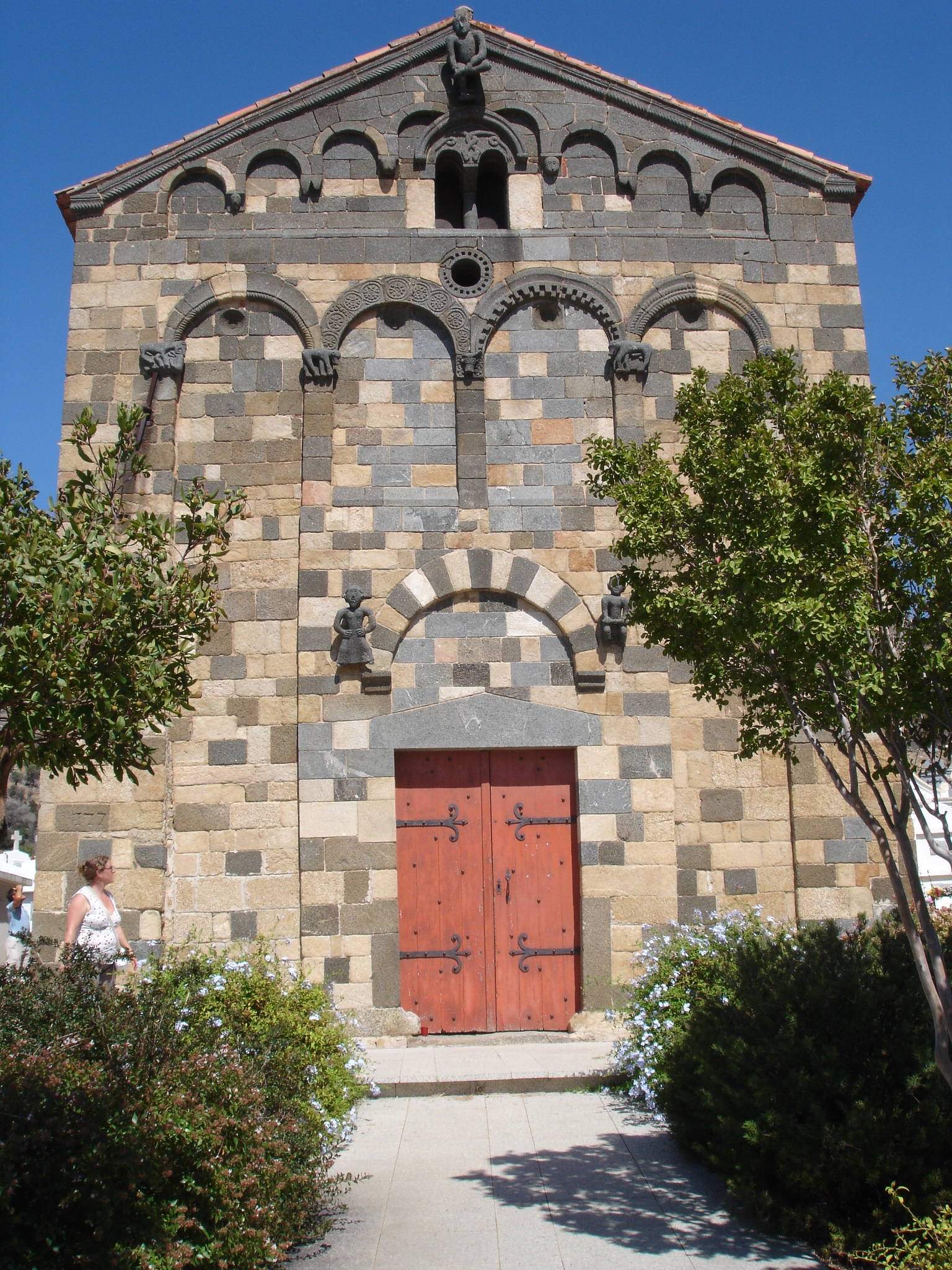
Église de la Trinité (Aregno)

Die Romanik auf Korsika entstand durch die Beziehung der Insel zu den italienischen Stadtstaaten Pisa und Genua am Beginn des 2. Jahrtausends. Die zweite Hälfte des 11. und das 12. Jahrhundert sind die Blütezeit der romanischen Kunst auf Korsika. Es entstehen Kapellen, Kathedralen, Kirchen und Franziskanerklöster. Kennzeichen des entwickelten pisanischen Stils ist das polychrome Mauerwerk. Die zumeist kleinen Bauten fügen sich harmonisch in die Landschaft.
Die vorausgehende Epoche, ab dem Ende des 9. Jahrhunderts, gehört zur Früh- oder Vorromanik. Aus dieser Zeit stammen etwa 10, heute zumeist nur als Ruinen vorhandene, Landkirchen und Kapellen. Das bemerkenswerteste Beispiel ist San Giovanni Battista bei Corte, deren Baptisterium erhalten ist.
Geneviève Maracchini-Mazel (1926–2014), die einige der Kirchen ausgegraben hat, schätzt, dass es einst über 300 pisanische Sakralbauten auf Korsika gab. Heute sind viele zerstört, verfallen oder stehen überwuchert in der Macchie. Die geringe Wertschätzung den Gebäuden gegenüber führte dazu, dass sie mitunter als Wohnhäuser oder Viehstall dienten, wie  „San Giovanni Battista“  an der genuesischen Brücke (Pont génois) über den Tavignano bei Piedicorte. Die zumeist kleinen Bauten mit ihren schlichten Fassaden sind architektonisch bescheiden, häufig nur einschiffig, mit Dachkonstruktionen aus Holz, die mit 'Teghie' (Schindeln aus örtlichen Steinen) gedeckt sind.
Drei architektonische Formen sind zu unterscheiden:
- Basilikastil (dreischiffige Bauwerke): La Canonica südlich von Bastia, Ancienne Cathédrale de Nebbio bei St-Florent.
- Rechteckiger Grundriss: Unter anderen San Michele di Murato und San Parteo südlich von Bastia
- Doppelapsidenkirchen (auf Korsika selten): Santa Christina (Valle-di-Campoloro bei Cervione), Santa Mariona bei Corte und Santa Maria della Chiappella, (Cap Corse)

Anfang des 12. Jahrhunderts machten die Genuesen den Pisanern den Einfluss auf der Insel streitig. 1195 erobern sie Bonifacio und dann die gesamte Insel. Genuas Herrschaft über Korsika dauerte fast 500 Jahre. Die Kirchenbauten werden weiterhin, wie San Michele de Murato in Murato, mit dem ältesten genuesischen Fresko, aus dem 13. oder 14. Jahrhundert, im pisanischen bzw. ligurischen Stil errichtet. Etwa die Kirchen von Piève, Santa Reparata in Morosaglia und Santa Catarina und San Michele in Sisco alle aus dem 16. Jahrhundert.